# Wulingyuan
Wulingyuan (på kinesiska: 武陵源) är ett vackert och historiskt intressant område beläget i Wulingbergen på gränsen mellan häradena Sangzhi och Cili i Hunan-provinsen i södra Kina. Området är administrativt en del av staden Zhangjiajie och ligger omkring 270 km från provinshuvudstaden Changsha.
Det är berömt för sina cirka 3 100 stora sandstenspelare i kvartsit, några mer än 200 meter höga. 
1992 sattes Wulingyuan upp på Unescos Världsarvslista.

## Bildgalleri

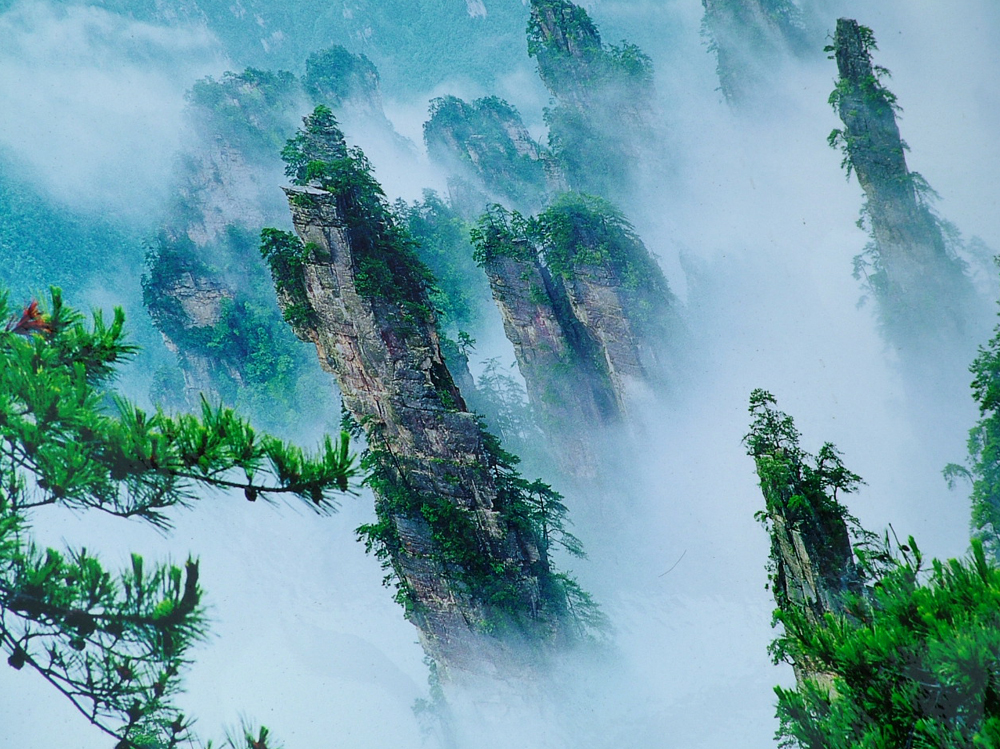
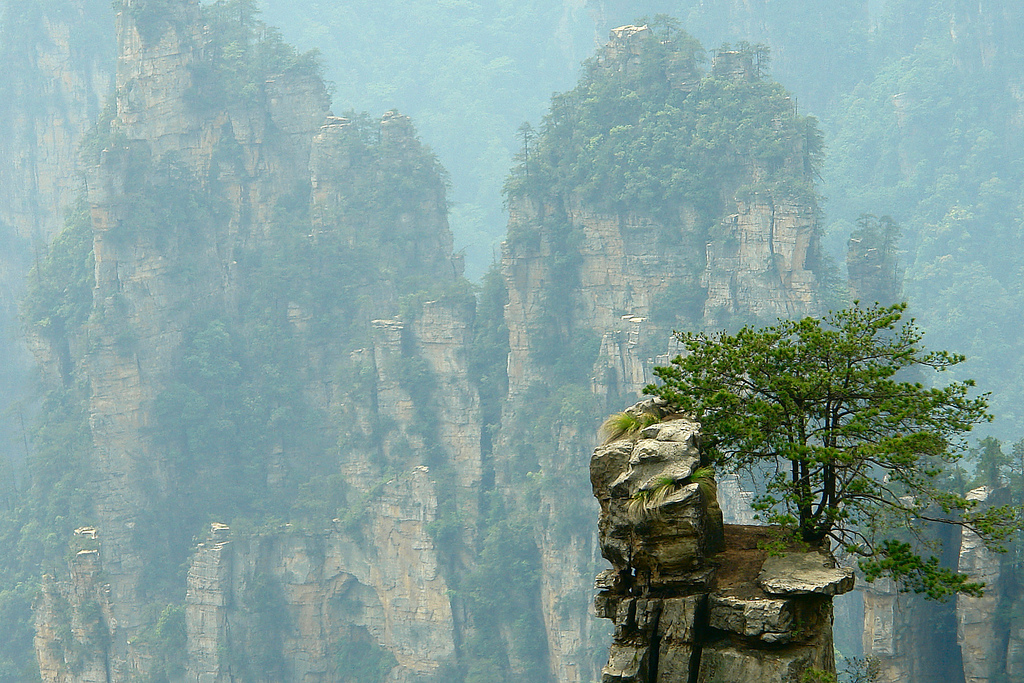
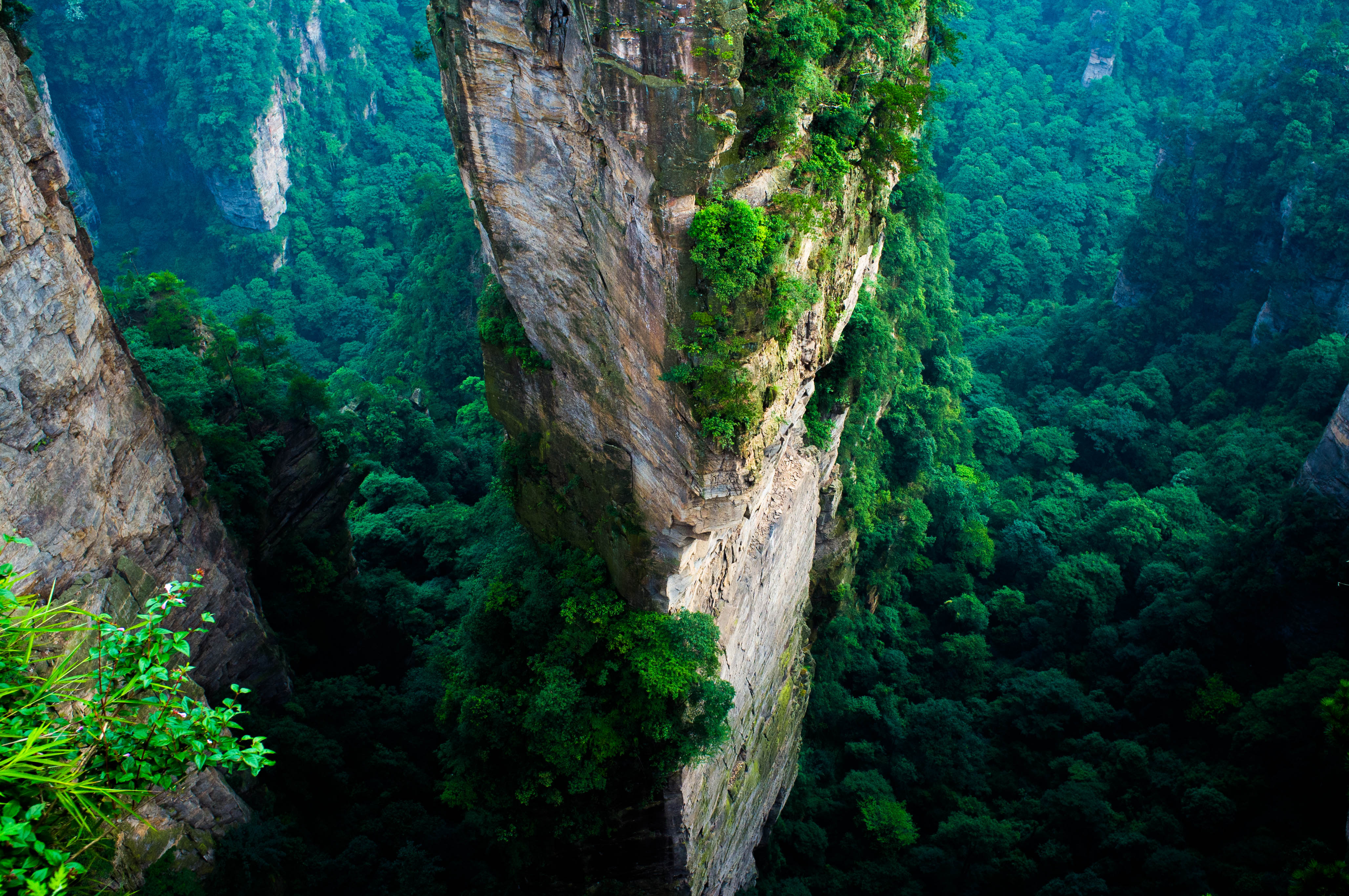